# 三酸甘油酯

不飽和甘油三酯脂肪的例子。左側部分：甘油, 右側部分從上到下：棕櫚酸，油酸，α-亞麻酸。化學式: C_{55}H_{98}O_{6}

甘油三酯（triglyceride，TG）又稱三甘油酯、，俗稱油脂，旧称「三酰甘油」（triacylglycerol）、「三酰酰甘油酯」（triacylglyceride，TAG），属于一种中性脂肪，是甘油的 3个羟基分别和 3个脂肪酸分子脱水缩合后，所形成的甘油酯，所以归为酯類有機化合物。
甘油三酯为非极性物质，以非水合形式贮存，是体内储量最大、产能最多的能源物质，也是動物性油脂與植物性油脂的主要成分，可以透過日常飲食攝取。
甘油三酯的熔点取决于其所含脂肪酸的种类。概括来说，由含双键的不饱和脂肪酸或碳链较短的饱和脂肪酸所形成的甘油三酯，在常溫下多为液体（如花生油），称为油（oil）；由碳链较长的饱和脂肪酸所形成的甘油三酯，在常溫下多为固体（如牛油、豬油），称为脂肪（fat）。因此，植物性甘油三酯多为油，动物性甘油三酯多为脂。固、液态的甘油三酯统称为“油脂”。
市上販售的固態植物奶油是將植物油加氫成為飽和脂肪酸後加上牛奶與人工色素而得。

## 化學結構
三酸甘油酯的化学式是CH2COOR-CHCOOR'-CH2COOR"，其中R、R'、R"為烷基（alkyl）長鏈。三個脂肪酸RCOOH、R'COOH、R"COOH可能為相同、相異或部份相異的烷基。
脂肪酸的種類繁多，但它們的骨幹都是一條由碳組成的「碳鏈」。碳數在1到5之間的「碳鏈」被定位為「短鏈」，碳數在6到12之間的「碳鏈」被定位為「中鏈」，碳數在13到21之間的「碳鏈」被定位為「長鏈」，而碳數在22以上的「碳鏈」則被定位為「超長鏈」。
自然界裡的三酸甘油酯的链长差异很大，但是16个、18个和20个碳原子的链最常见。自然界裡常见的植物和动物三酸甘油酯的长链只有双数碳原子的，其原因来自乙酰辅酶A生物合成的过程。细菌也能够产生单数碳原子的或者分叉的链。由于反刍动物在反刍过程中有细菌介入，因此它们的三酸甘油酯也包含单数碳原子（比如15个碳原子）的链。
天然的脂肪包含许多不同的三酸甘油酯，因此它们没有固定的熔点，而是有一个非常宽的熔化温度带。可可脂是少数的仅有数种三酸甘油酯的脂肪，包含棕櫚酸、油酸和硬脂酸。因此可可脂的熔点比较固定，导致巧克力在嘴里熔化时没有颗粒的感觉。
在细胞裡，三酸甘油酯可以自由穿过细胞膜，原因是其无极性，与组成细胞膜的类脂双层不产生反应。

## 新陈代谢
三酸甘油酯是极低密度脂蛋白和乳糜微粒的主要组成部分，在新陈代谢过程中它作为能源和食物中的脂肪的运输工具起了一个重要的作用。其能量密度为糖类和蛋白质的两倍（9大卡每克）。在小肠内，三酸甘油酯在脂肪酶和胆汁的作用下被分解为甘油和脂肪酸后进入血管。在血液内它重组，形成脂蛋白的组成部分。它的作用包括向细胞运输脂肪酸。不同的组织可以释放脂肪酸或者吸收脂肪酸作为能源。脂肪细胞可以产生和储藏三酸甘油酯。假如身体需要脂肪酸作为能源时胰高血糖素会促使脂肪酶分解三酸甘油酯，释放自由脂肪酸。由于脑无法使用脂肪酸作为能源，三酸甘油酯中的丙三醇会被转化为葡萄糖供脑作为能源使用，而脂肪酸也可在肝中转化为大脑可利用的酮体。假如脑对葡萄糖的需要大于身体内的含量时，脂肪细胞也会将三酸甘油酯分解。

## 疾病
代謝症候群是指由於內臟脂肪型肥胖所引起各式疾病狀態之統稱:3。膽固醇是造成動脈硬化之危險因子，而三酸甘油酯則容易轉化為內臟脂肪:3。肥胖加上高血压会增加冠状动脉性心脏病与中風的可能性。膽固醇主要由低密度脂蛋白（LDL）與高密度脂蛋白（HDL）運送:12。三酸甘油酯一旦過度增加，良性的高密度脂蛋白膽固醇會減少；而惡性的低密度脂蛋白膽固醇可能在血管壁内堆积，导致通道变窄:14。有时可能形成凝块。導致高血脂症之最主要原因，就是因運動不足引起肥胖，或因飲酒過度而讓三酸甘油酯增加:16-17。
除糖尿病或甲狀線功能降低症、閉塞性黃疸或肝癌等肝臟疾病、腎病變症候群或腎衰竭等腎臟疾病之外，高血壓或避孕藥等藥劑，女性在更年期也會容易演變成高血脂症:17。
三酸甘油酯值高，就容易引起心肌梗塞:18。高血脂症也有併發高血壓症、糖尿病、腎臟病等可能性:19。
高三酸甘油酯指数导致的另一个疾病是胰腺炎。

### 指标
美国心脏协会就三酸甘油酯指数给出了以下指标：
| 指数（毫克／分升） | 指数（毫摩尔／升） | 注释               |
| <150               | <1.69              | 一般，低危险       |
| 150-199            | 1.70-2.25          | 临界               |
| 200-498            | 2.25-5.63          | 高危险             |
| >500               | >5.65              | 非常高，危险性增高 |

请注意这些值是在空腹的情况下化验出来的。吃过饭后三酸甘油酯的值会暂时提高一段时间。

### 改善方法
第一、不要不吃早餐，隔5至6小時進餐；第二、慢慢嘴嚼，建議每一口都要嘴嚼15次以上；第三、每天飲食適量且攝取均衡營養素；第四、晚餐要少量；第五、不吃宵夜，就寢3小時前不要飲食；第六、身邊不要擺放食物:31。

## 降低三酸甘油酯指数
有人建议通过帶氧運動和低糖类的食物来降低三酸甘油酯指数。鱼肉中含的ω-3脂肪酸（每天约5克）、每天一至数克菸鹼酸（维他命B3）以及羟甲戊二酰辅酶A还原酶抑制剂被用来降低三酸甘油酯指数。二甲苯氧庚酸被用在极高水平的三酸甘油酯情况下。但是由于它们无效，在有些情况下甚至提高死亡率，因此它们被撤出北美市场。酗酒会提高三酸甘油酯指数。

### 工业加工
工厂在大量处理和使用食用油时需要油的组成分子的成分基本一致。但是植物油因季节和产地各不相同。因此这些油在加工前需要进行处理。首先易挥发成分被分离，这样在煮的时候不会散发气味。通过给油加温以及让蒸汽通过油可以达到这个目的。这个过程的效率由接触时间和温度决定。接触时间可以通过扩建工厂达到，但是这需要一定的投资。通过加温可以降低接触时间。但是加温可能导致不良的反应发生。比如在190ºC的温度下分子会变形，而且在温度降低后不会恢复其原来的形状。一定的分子链可能会改变其位置，在人体内这样的不自然的分子可能会导致癌症。
每天处理100至700吨的大型加工工厂将廉价油中含有的少数稀有油分子分离出来。比如油菜等廉价油中也包含少数高价油（比如可可的油）的成分。这些被分离出来的分子被当作可可脂取代品出售。这样的油也往往会经过高温处理。

## 工业使用
在生物柴油的制造过程中，甘油三酯也通过酯交换反应分解成为它们的组成部分。 所得脂肪酸酯可用作柴油发动机中的燃料。 甘油具有许多用途，例如在食品的制造和药物的生产中。肥皂工廠也常使用三酸甘油酯製造肥皂。

## 染色
通过使用溶菌素（脂溶性染料）进行脂肪酸，甘油三酯，脂蛋白和其他脂质的染色。 这些染料可以通过将材料染成特定颜色来限定某种感兴趣的脂肪。 一些例子：蘇丹四號，油红O和苏丹黑B.
另外，使用脂肪染色剂可以给三酸甘油酯染色。

## 互动的代谢途径图
点击基因、蛋白质和代谢产物的链接访问对应的介绍条目。 
1. ↑  这个相互作用途径可以在WikiPathways上编辑: .

## 参阅
- 脂類